# خان‌میر
خان‌میر یکی از روستاهای استان آذربایجان شرقی است که در دهستان ینگجه بخش حومه واقع شده‌است.این روستا ۷۰۹ نفر جمعیت دارد.